# Ferrari SF16-H
El Ferrari SF16-H fue el monoplaza que Ferrari diseñó para competir en la temporada 2016 de Fórmula 1. Fue pilotado por Sebastian Vettel y Kimi Räikkönen. El SF16-H fue presentado el 19 de febrero de 2016. La letra "H" en el nombre hace referencia a la condición híbrida del monoplaza. Destacan una nariz acortada y un mejor embalaje trasero comparado con su predecesor, el SF15-T.

## Resultados

### Fórmula 1
(Clave) (negrita indica pole position) (cursiva indica vuelta rápida)

| Año  | Motor            | Neu. | N.º | Pilotos          | 1   | 2   | 3   | 4   | 5   | 6   | 7   | 8   | 9   | 10  | 11  | 12  | 13  | 14  | 15  | 16  | 17  | 18  | 19  | 20  | 21  | Puntos | Pos. |
| ---- | ---------------- | ---- | --- | ---------------- | --- | --- | --- | --- | --- | --- | --- | --- | --- | --- | --- | --- | --- | --- | --- | --- | --- | --- | --- | --- | --- | ------ | ---- |
| 2016 | 061 1.6 V6 Turbo | P    |     |                  | AUS | BHR | CHN | RUS | ESP | MON | CAN | EUR | AUT | GBR | HUN | GER | BEL | ITA | SIN | MYS | JPN | USA | MEX | BRA | ABU | 398    | 3.º  |
| 2016 | 061 1.6 V6 Turbo | P    | 5   | Sebastian Vettel | 3   | DNS | 2   | Ret | 3   | 4   | 2   | 2   | Ret | 9   | 4   | 5   | 6   | 3   | 5   | Ret | 4   | 4   | 5   | 5   | 3   | 398    | 3.º  |
| 2016 | 061 1.6 V6 Turbo | P    | 7   | Kimi Räikkönen   | Ret | 2   | 5   | 3   | 2   | Ret | 6   | 4   | 3   | 5   | 6   | 6   | 9   | 4   | 4   | 4   | 5   | Ret | 6   | Ret | 6   | 398    | 3.º  |